# Mnetěš
Mnetěš (jusqu'en 1922 : Netěš ; en allemand : Netiesch) est une commune du district de Litoměřice, dans la région d'Ústí nad Labem, en Tchéquie. Sa population s'élevait à 569 habitants en 2021.

## Géographie
Mnetěš se trouve à 7 km au sud de Roudnice nad Labem, à 23 km au sud-est de Litoměřice, à 37 km au sud-est d'Ústí nad Labem et à 56 km au nord-ouest de Prague.
Sur son territoire se trouve le mont Říp, reste d'un ancien volcan Tertiaire, qui constitue un sommet isolé de 459 m d'altitude. La commune est traversée par l'autoroute D8, dont l'accès le plus proche se trouve à Nová Ves, à 6 km.
La commune est limitée par Krabčice au nord, par Ctiněves, Černouček et Ledčice à l'est, par Chržín et Loucká au sud et par Straškov-Vodochody et Vražkov à l'ouest.

## Histoire
La première mention écrite du village date de 1226.

## Patrimoine
La rotonde de Saint-Georges et de Saint-Vojtěch, au sommet du mont Říp, est un important monument religieux et culturel situé sur le territoire de la commune. Cette rotonde romane qui est l'un des plus anciens bâtiments subsistants en République tchèque. C'est un exemple classique du style roman, avec de petites fenêtres et des murs épais.

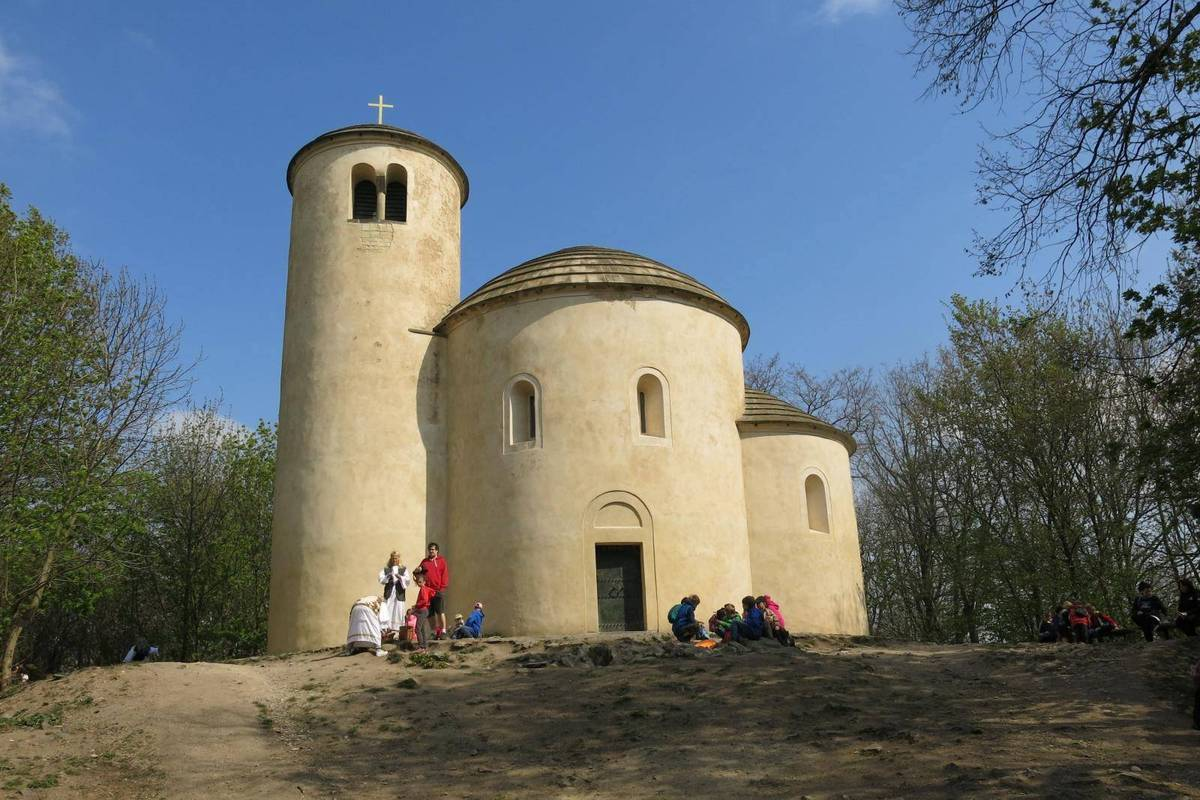
Chapelle-rotonde Saint-Georges.

La première mention écrite de la rotonde remonte à 1126, lorsque le prince Soběslav Ier fit réparer l'église existante et agrandir la tour ronde occidentale en souvenir de sa victoire à la bataille de Chlumec. Ce fait suggère que le bâtiment a été fondé plus tôt, peut-être vers 1039, lorsque les reliques de saint Vojtěch, à qui la chapelle sur Říp était dédiée, furent transférées à Prague. Ce n'est que depuis le XVIe siècle, que l'on connaît la dédicace à saint Georges, le saint patron des Přemyslides. La chapelle est devenue un lieu de pèlerinage populaire au XVIIe siècle.

## Transports
Par la route, Mnetěš se trouve à 11 km de Roudnice nad Labem, à 27 km de Litoměřice, à 52 km d'Ústí nad Labem et à 41 km de Prague.